# Земля Уц

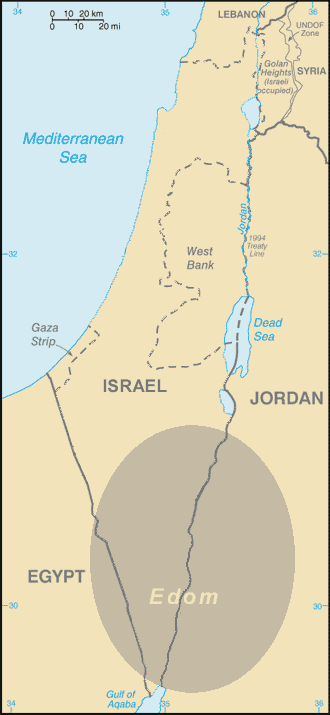
Едом, з яким іноді асоціюють Землю Уц

Уц (івр. עוּץ), або Авситида — земля, що згадується у Старому заповіті, в першу чергу у Книзі Іова.
|             | Був чоловік у землі Уц, ім'я його Іов; |
| — Іов. 1, 1 |                                        |

Місцезнаходження цієї території давно є предметом суперечок бібліїстів. За однією з версій, ця земля знаходиться в північно - західній Йорданії та на півдні Ізраїлю, в межах Ідумеї, та отримала свою назву від Уца, сина Дишана. 
За іншою версією, яку підтримують Йосип Флавій, Євсевій Кесарійський та блаженний Ієроним, Авситида — місце де мешкав Йов — знаходиться на схід від Тиверіадського озера на північ від Дамаску, а назву отримала від Уца, сина Арамова. 
Деякі теорії намагаються порівняти землю Уц з сучасним Дофаром на півдні Аравійського півострова або з территоріею сучасного Узбекистану.

## Згадки у Біблії
У книзі «Плач Єремії» згадано також:
|              | Радуйся і веселися, дочко Едома, жителько землі Уц! І до тебе дійде чаша;нап'єшся доп'яна й оголишся |
| — Плач. 4:21 | |